# Royal Naval Air Station Predannack
Base aéronavale de Predannack
Le Royal Naval Air Station Predannack ou RNAS Predannack, également connu sous le nom de Predannack Airfield (EGDO,  selon le code de l'ICAO), est un aérodrome de la Royal Navy près de Mullion, sur la péninsule de Lizard en Cornouailles (Royaume-Uni). Ses pistes servent de terrain d'atterrissage de secours pour le/la Royal Naval Air Station Culdrose à proximité.

## Origine

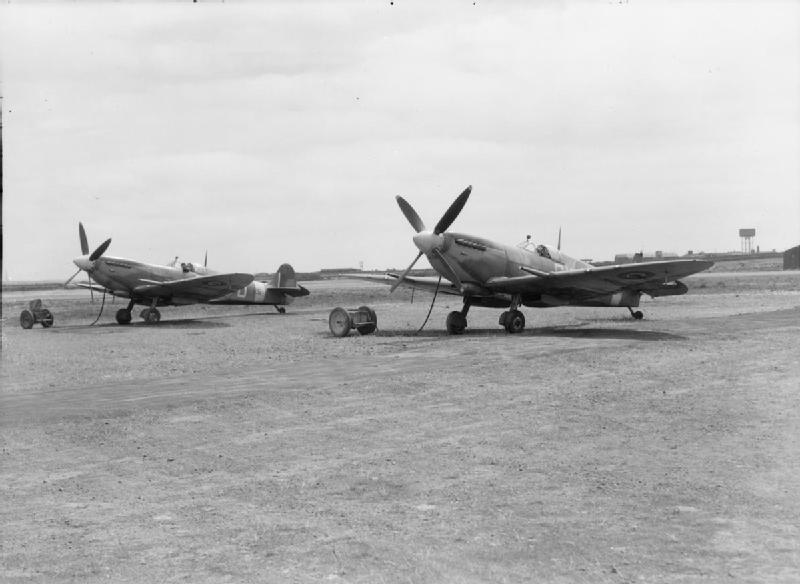
2 Spitfire sur RAS Predannak (1943-44).

C'est la capitulation de la France en juin 1940 qui a donné une impulsion à la construction de nombreux aérodromes dans le sud-ouest de l'Angleterre, désormais vulnérable aux attaques de la Luftwaffe. Le Royal Air Force Predannack (RAF Predannack) a été ouvert en mai 1941 en tant que satellite pour le RRH Portreath, base radar de la RAF. L'hébergement était dispersé sur une vaste zone, les officiers étant hébergés dans des hôtels de Mullion Cove et Polurrian. Le nombre d'employés a atteint son effectif maximal de 3 600 en 1944.
Le premier escadron à y arriver était le No. 247 Squadron RAF (en) équipé du Hawker Hurricane, spécialisé dans la défense nocturne des villes et des ports du Sud-Ouest. L'élément de combat de nuit a ensuite été augmenté par le 1457 Flight pilotant le Douglas A-20 Havoc, puis du No. 600 Squadron RAF (en) avec des Bristol Beaufighter équipé(s) d'un radar d'interception aéroportée.

## Après la guerre
Le n°151 du Squadron RAF, avec le Mosquito 30, a continué à fonctionner jusqu'en avril 1946, puis l'ancien aérodrome a été réduit à des fonctions d'entretien et de maintenance.
Après une période d'utilisation expérimentale par Vickers-Armstrongs sous la supervision de Barnes Wallis de 1951 à septembre 1957, la base a été reprise par la Royal Navy le 15 décembre 1958.
L'aérodrome fonctionne à présent comme un aérodrome satellite du/de la RNAS Culdrose à proximité, pour gérer des opérations intensives d'hélicoptères et comme terrain d'atterrissage de secours.

## Utilisation actuelle

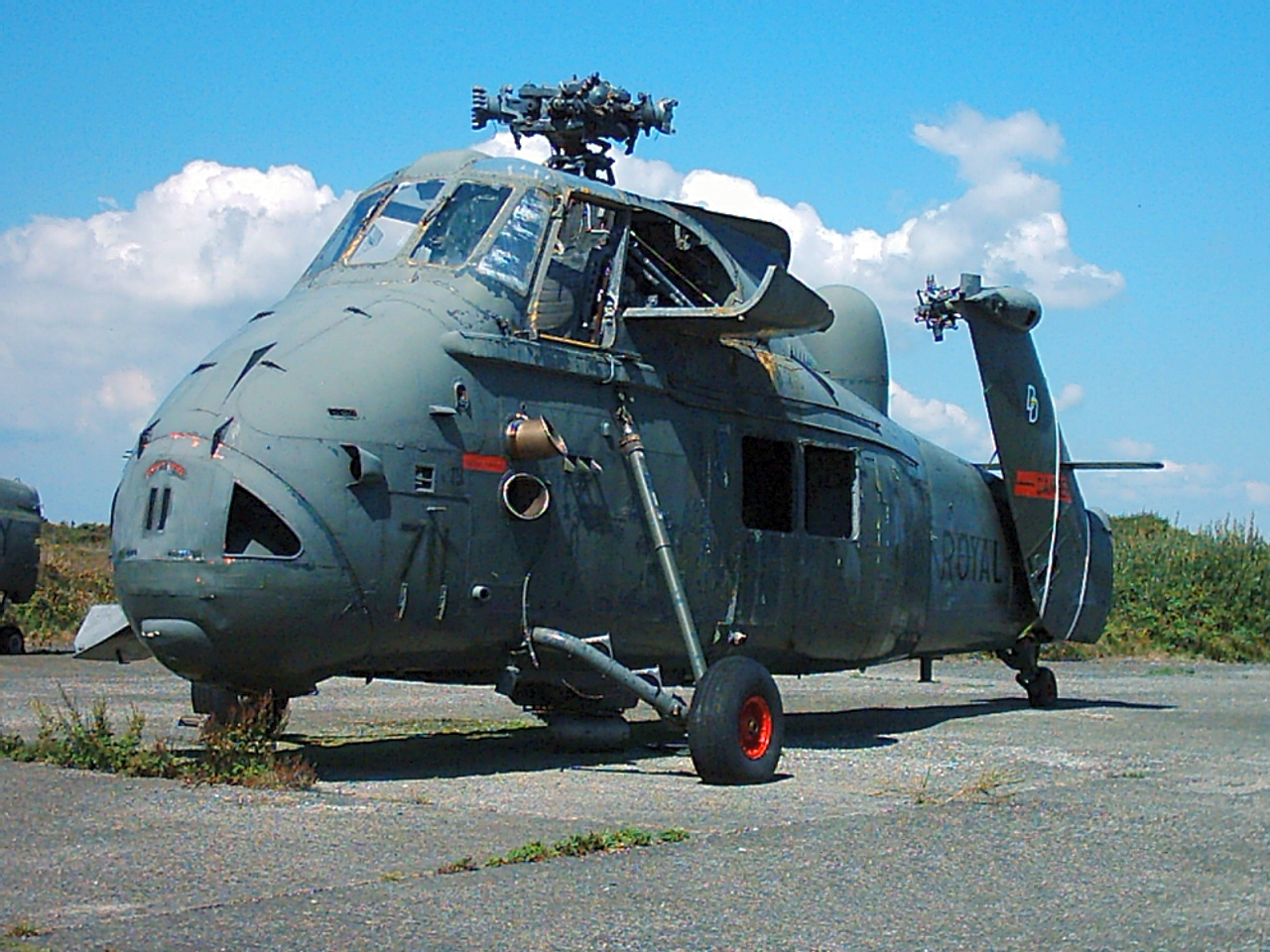
Wessex HAS.3 à l'école des pompiers de Predannack.

L'aérodrome de Predannack est régulièrement utilisé à des fins d'entraînement par des hélicoptères de la Royal Navy/Naval Air Station Culdrose.
C'est également la base d'entraînement de la Royal Naval School of Flight Deck Operations, qui possède un certain nombre d'avions factices d'exercices pratiques pour l'extinction des incendies.
L'unité 626 Volunteer Gliding Squadron (en) exploitée par les Royal Air Force Air Cadets est également une unité hébergée sur ce terrain.

### Note, références
1. ↑  Unit history RAF Predannack.

- (en) Cet article est partiellement ou en totalité issu de l’article de Wikipédia en anglais intitulé « Predannack Airfield » (voir la liste des auteurs).